# ليون فيتالي
ليون فيتالي (بالإنجليزية: Leon Vitali)‏ (26 يوليو 1948 - 20 أغسطس 2022)، هو مُمثل بريطاني، ولد في 26 يوليو 1948 في المملكة المتحدة.

## أعمال

### أفلام
- (1975) باري ليندون
- (1999) عيون مغلقة على اتساعها[5]
- (2013) روميو وجولييت

## وصلات خارجية
- ليون فيتالي على موقع IMDb (الإنجليزية)
- ليون فيتالي على موقع ألو سيني (الفرنسية)
- ليون فيتالي على موقع أول موفي (الإنجليزية)
- ليون فيتالي على موقع قاعدة بيانات الأفلام السويدية (السويدية)
- ليون فيتالي على موقع قاعدة بيانات الفيلم (الإنجليزية)
- ليون فيتالي على موقع كينوبويسك (الروسية)